# Mannophryne oblitterata
Mannophryne oblitterata – gatunek płaza bezogonowego z rodziny Aromobatidae. Endemit Wenezueli.

## Występowanie
Gatunek zamieszkuje teren stanów Guárico i Miranda na północnym wybrzeżu Wenezueli. Był stwierdzany na wysokości od 131 do 734 m n.p.m.
Zamieszkuje brzegi strumieni o wartkim nurcie w wilgotnych i suchych nizinnych lasach pierwotnych.

## Rozmnażanie
Jaja są składane pod butwiejącymi liśćmi w pobliżu strumieni, kijanki podróżują do środowiska wodnego na grzbiecie samca.

## Status
W Czerwonej księdze gatunków zagrożonych IUCN płaz ten od 2020 roku klasyfikowany jest jako gatunek bliski zagrożenia (NT, ang. Near Threatened); wcześniej, od 2004 roku uznawano go za gatunek niedostatecznie rozpoznany (DD, ang. Data Deficient).
Gatunek ten uznawany jest za pospolity, a trend jego liczebności oceniany jest jako stabilny.
Większość zasięgu występowania gatunku mieści się w obrębie Parku Narodowego Guatopo, ale brak nadzoru i egzekwowania przepisów podważa funkcję ochronną tego parku. Główne zagrożenie dla gatunku to utrata i degradacja siedlisk spowodowana przez drobne rolnictwo.